# Egyptiskt blått

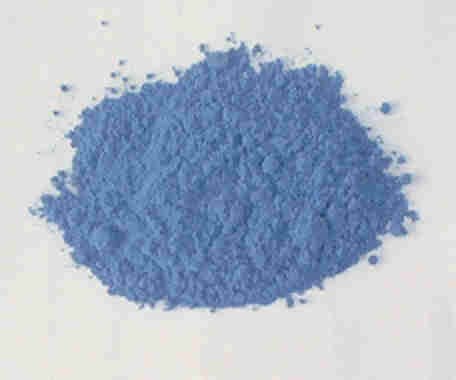
Egyptiskt blått pigment

Egyptiskt blått är ett blått pigment som användes redan på 1500 –1200-talet f.Kr. Det tillverkades och användes under lång tid, framförallt i östra medelhavsområdet, men dess användning minskade drastiskt i och med Romarrikets upplösning.
Under 1800-talet gjorde det ökade intresset för det forntida Egypten, liksom fynd från Romarriket, att egyptiskt blått åter blev uppmärksammat, och under 1880-talet kom man fram till dess sammansättning och framställningsmetod. Pigmentet tillverkades genom upphettning av en blandning av kisel, en kopparförening (oftast malakit), kalciumkarbonat och soda. Dess kemiska formel skrivs CaCuSi4O10.
Mer nyligen har egyptiskt blått visat sig ha en del intressanta egenskaper som kan utnyttjas för mer än färgning. Det har bland annat den ovanliga egenskapen att avge infrarött ljus när det blir belyst med rött ljus. Detta har kunnat utnyttjas för att identifiera även små rester av pigmentet på antika konstföremål. Man har därutöver kunnat konstatera att användningen av egyptiskt blått aldrig försvann helt, då man funnit det i konst från betydligt senare tid.
I Colour Index (C.I.) har egyptiskt blått namnet Pigment Blue 31 och numret 77437.